# Aristide Noseda
Aristide Noseda (Como, 28 dicembre 1918 – ...) è stato un calciatore e allenatore di calcio italiano, di ruolo centrocampista.

## Caratteristiche tecniche
Giocava come mediano.

## Carriera
Ha esordito in Serie A con la maglia del Palermo il 21 ottobre 1945 in Palermo-Bari (0-2).
Nel campionato 1945-1946 l'unico gol stagionale segnato risultò decisivo nella vittoria casalinga contro il Pro Livorno del 18 novembre 1945.

## Palmarès

### Giocatore

#### Competizioni nazionali
- Serie B: 1

Como: 1948-1949
- Campionato italiano Serie C: 1

Palermo-Juventina: 1941-1942

#### Competizioni regionali
- Campionato siciliano: 1

Palermo: 1945